# Larra, Haute-Garonne
Larra este o comună în departamentul Haute-Garonne din sudul Franței. În 2009 avea o populație de 1.399 de locuitori.

## Evoluția populației
| An        | 1975 | 1982 | 1990 | 1999  | 2006  | 2009  |
| --------- | ---- | ---- | ---- | ----- | ----- | ----- |
| Populație | 348  | 674  | 955  | 1.131 | 1.350 | 1.399 |

## Monumente

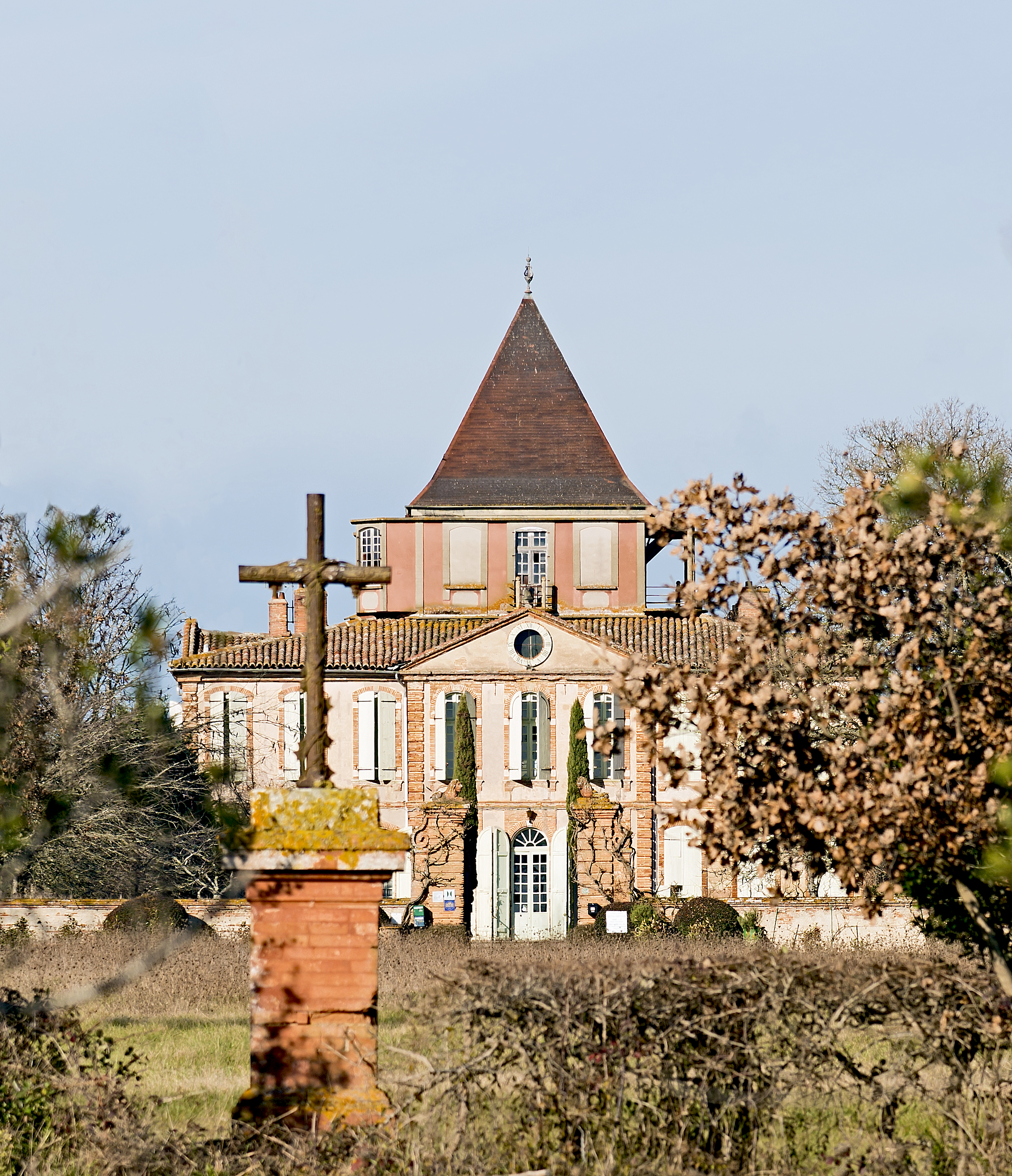
Castel.
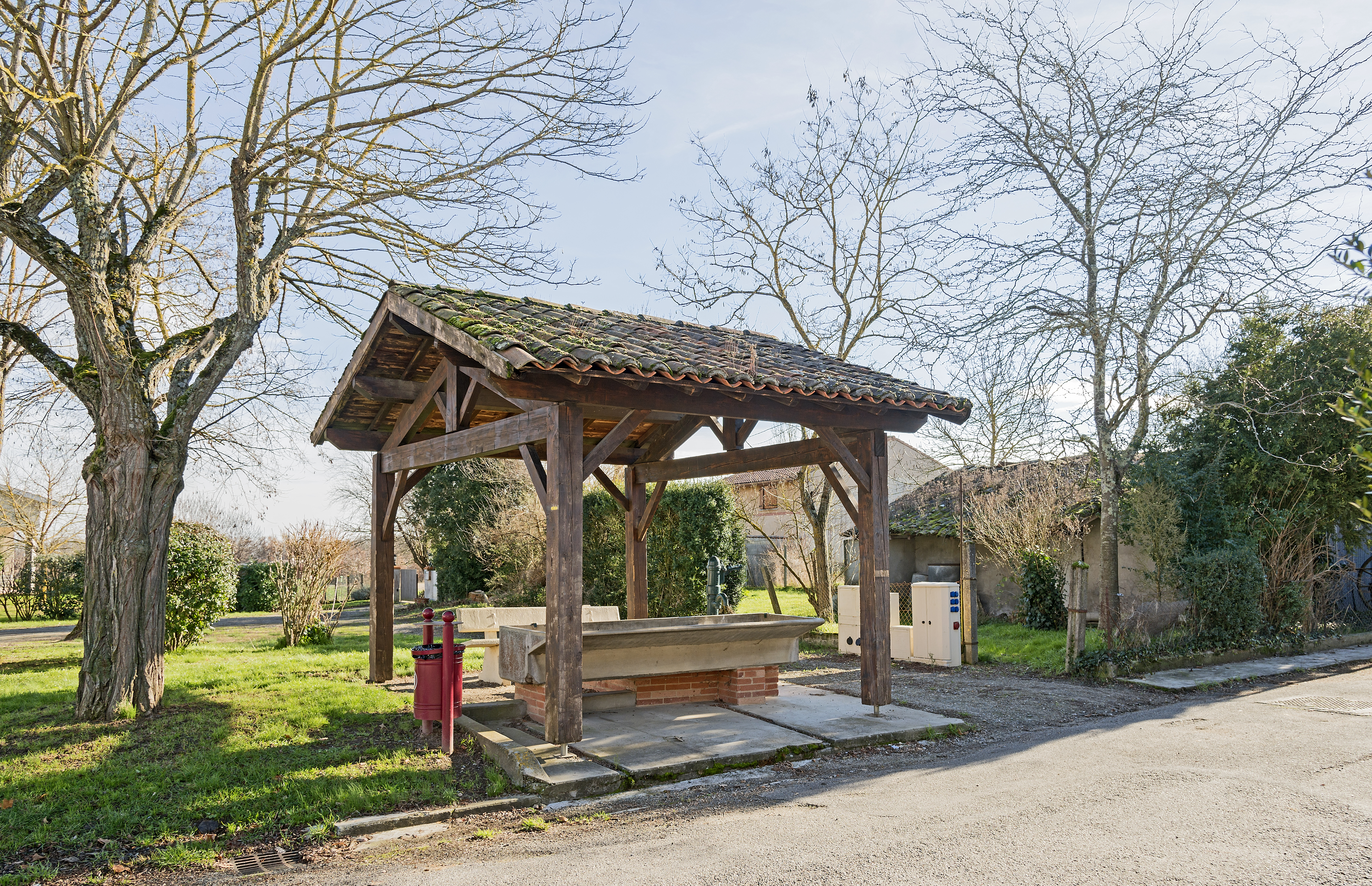
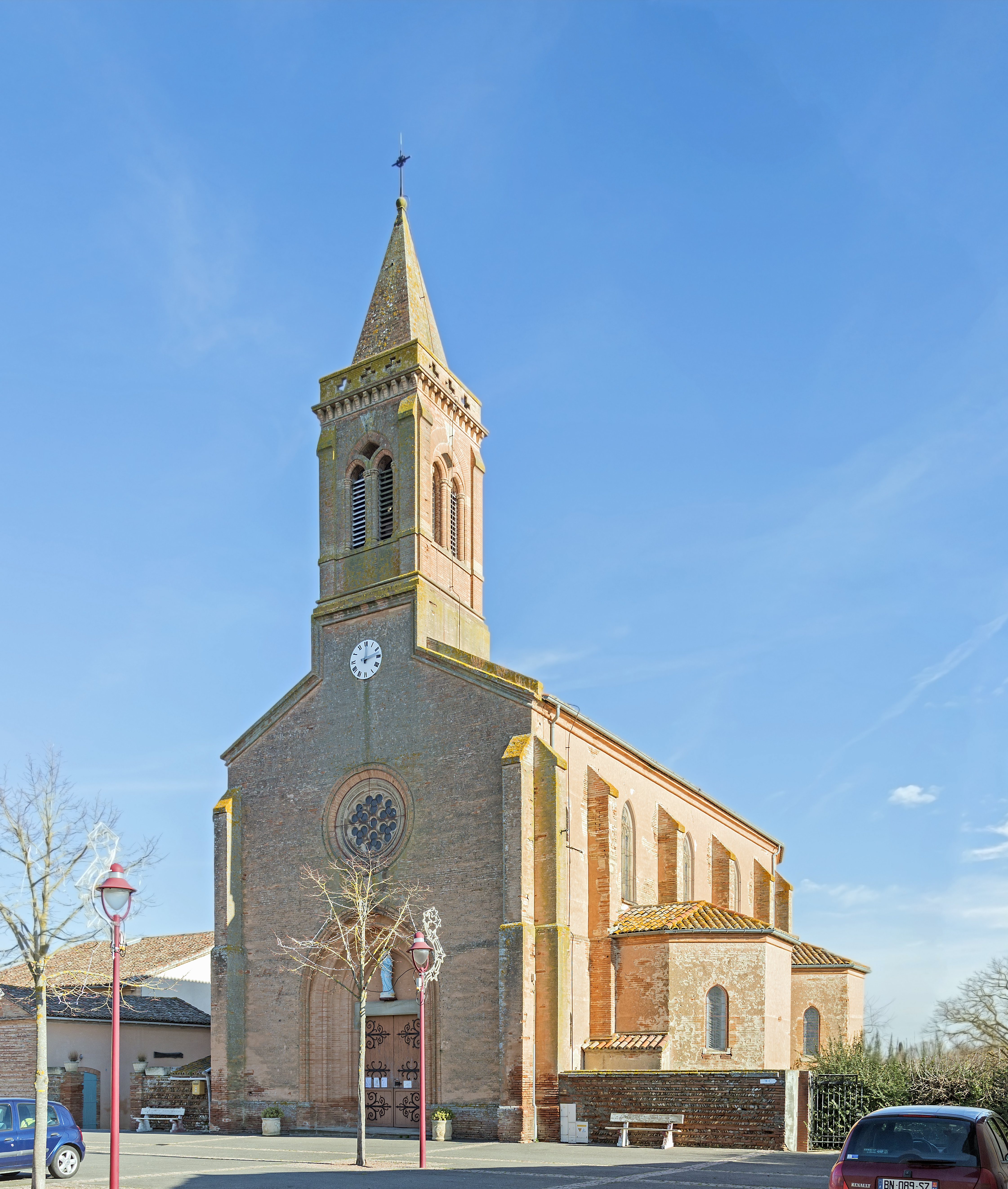
Biserica.